# Майоров Генріх Олександрович
Ге́нріх Олекса́ндрович Майо́ров (6 вересня 1936, Улан-Уде — 3 квітня 2022) — російський та український артист балету та балетмейстер, 1976 — лауреат Державної премії СРСР, заслужений діяч мистецтв Російської Федерації та Бурятії.

## З життєпису
Закінчив Київське хореографічне училище, по тому — Ленінградську консерваторію.
1957 року почав творчий шлях у Львівському театрі ім. І. Франка.
1967 року поступає в Ленінградську консерваторію — на балетмейстерський факультет — клас І. Бельського.
Протягом 1977—1978 років — головний балетмейстер Київського театру опери та балету.
В 1979—1983 роках очолював Ансамбль танцю Білоруської РСР.
Протягом 1983—1986 років був балетмейстером Московського музичного театру ім. Станіславського та Немировича-Данченка.
З 1988 року працює заступником завідувача кафедри хореографії в Московській державній академії хореографії.
Є автором великої кількості хореографічних концертних мініатюр, зробив постановку цілого ряду балетів, зокрема:
- «Білосніжка та сім гномів»,
- «Дівчина та смерть»,
- «Маленький принц»,
- «Олександр Невський»,
- «Червоні вітрила»,
- «Чіполіно» — для театрів Росії та Білорусі створив кілька редакцій балету.